# Institut für experimentelle Medizin, Akademie der Wissenschaften der Tschechischen Republik
Das Institut für experimentelle Medizin der Akademie der Wissenschaften der Tschechischen Republik ist eine Institution für biomedizinische Forschung in Tschechien. Das Institut forscht in den Bereichen Zellbiologie, Neurobiologie, Neurophysiologie, Neuropathologie, Entwicklungstoxikologie und Teratologie, molekulare Epidemiologie, molekulare Pharmakologie, Krebsforschung, molekulare Embryologie, Stammzellen und Nervengeweberegeneration.